# Qu Dongyu

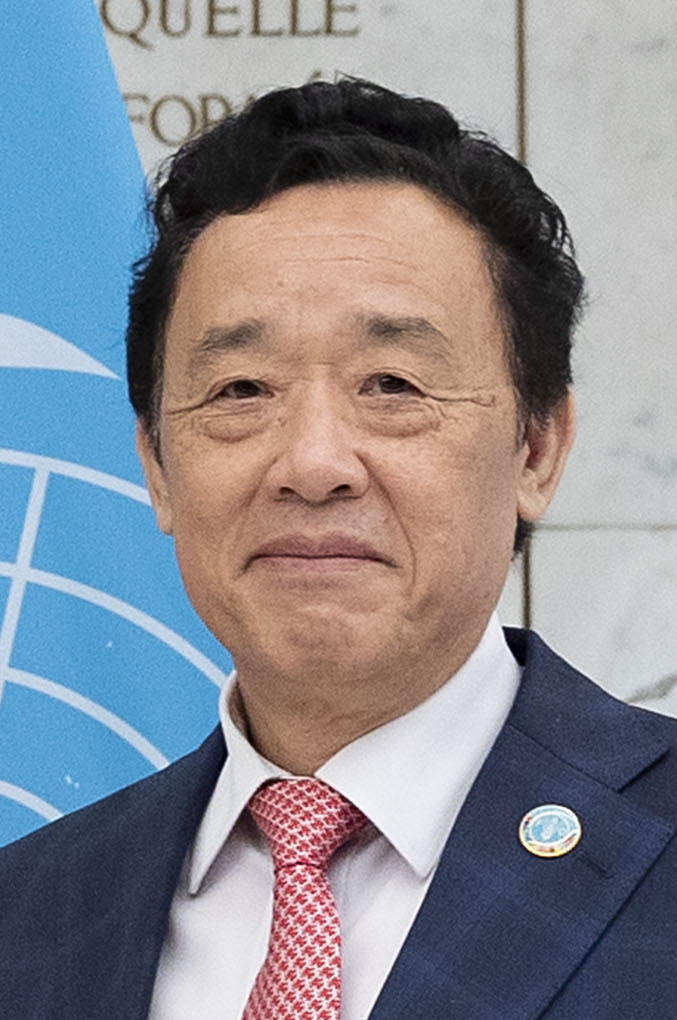
Qu Dongyu (2023)

Qu Dongyu (chinesisch 屈冬玉, Pinyin Qū Dōngyùⓘ; * 1963 in Yongzhou, Volksrepublik China) ist ein chinesischer Agrarwissenschaftler. Seit 2015 war er stellvertretender Minister für Landwirtschaft und Angelegenheiten des ländlichen Raums der Volksrepublik China. Seit 1. August 2019 ist er Generaldirektor der Ernährungs- und Landwirtschaftsorganisation der Vereinten Nationen (FAO).

## Berufliche Karriere
Von 1979 bis 1983 studierte er am Fachbereich Gartenbau der Landwirtschaftsuniversität der Provinz Hunan in Changsha mit Bachelor-Abschluss. Es folgte ein Masterstudium der Pflanzenzucht und -genetik bis 1986 an der Chinesischen Akademie der Agrarwissenschaften. An deren Institut für Nutz- und Zierpflanzenbau forschte er von 1988 bis 1993. Nach einem mehrjährigen Forschungsaufenthalt promovierte er 1996 an der Landwirtschaftlichen Hochschule Wageningen in den Niederlanden zum Doktor der Agrar- und Umweltwissenschaften. Ab 1997 bis 2000 war er stellvertretender Direktor des Instituts, bis 2001 Direktor. 2001 berief ihn die Akademie für Agrarwissenschaften als ihren stellvertretenden Direktor, was er bis 2008 blieb.

## Politische Karriere
Seit 1986 ist Qu Dongyu Mitglied der Kommunistischen Partei Chinas. Von 2008 bis 2011 war er beigeordneter Vorsitzender der Regierung des autonomen Gebiets Níngxià, dann bis 2015 stellvertretender Vorsitzender. Im Juni 2015 wurde er stellvertretender Minister für Landwirtschaft und Angelegenheiten des ländlichen Raumes der Volksrepublik China.

## FAO
Am 23. Juni 2019 wurde Qu Dongyu mit 108 von 191 Stimmen im ersten Wahlgang zum Generaldirektor der Ernährungs- und Landwirtschaftsorganisation der Vereinten Nationen (FAO) gewählt. Um das Mandat des Generaldirektors hatten sich außer ihm die als erste gemeinsame Kandidatin der Europäischen Union antretende Französin Catherine Geslain-Lanéelle und der Georgier Davit Kirvalidze, früherer Agrarminister seines Landes, beworben. Catherine Geslain-Lanéelle, ehemalige Leiterin der Europäischen Behörde für Lebensmittelsicherheit (EFSA), erhielt 71 Stimmen, Davit Kirvalidze 12. Der Kameruner Médi Moungui und der Inder Ramesh Chand hatten ihre Kandidatur zuvor zurückgezogen. Die französische Zeitung Le Monde berichtete unter Berufung auf einen diplomatischen Informanten, dass China vor der Wahl massiven politischen und wirtschaftlichen Druck ausgeübt haben soll. Der afrikanische Kandidat habe laut diesem Informanten 62 Millionen Euro für seinen Rückzug erhalten. Im Wahlkampf wurde Qu Dongyu durch Jeffrey Sachs beraten.
Qu Dongyu ist der erste Chinese in diesem Amt seit Bestehen der FAO. Seine vierjährige Amtszeit als Nachfolger von José Graziano da Silva begann am 1. August 2019. Am 1. Juli 2023 wurde er durch Wiederwahl im Amt bestätigt. Nach Recherchen des BR, MDR, RBB und des SWR hat Qu die FAO seit Beginn seiner Amtszeit systematisch zu Gunsten der Interessen der chinesischen Staats- und Parteiführung umgebaut. Verwiesen wird unter anderem auf eine Bevorzugung chinesischer Chemiekonzerne im Zusammenhang mit FAO-Projekten. Außerdem habe Qu mehrere einflussreiche Positionen innerhalb des FAO-Direktoriums mit chinesischen Vertrauten besetzt.